# .va
‎.va‏ دامنه اینترنتی کشور واتیکان است.